# Astragalus leansanicus
Astragalus leansanicus är en ärtväxtart som beskrevs av Oskar Eberhard Ulbrich. Astragalus leansanicus ingår i släktet vedlar, och familjen ärtväxter. Inga underarter finns listade i Catalogue of Life.